# 利維夫市鎮
利維夫市級市鎮（烏克蘭語：Львівська міська громада）是乌克兰利沃夫州利沃夫区的一个市镇，行政中心为利沃夫市。市镇面积为315.6平方公里，人口数量为783,065人（2020年）。

## 聚居点
该市镇包括三个城市（利沃夫、溫尼基、杜布利亞內）、两个市级镇（布留霍維奇、鲁德内）和15个村庄。